# Ficus brasiliensis
Ficus brasiliensis là một loài thực vật có hoa trong họ Moraceae. Loài này được Link mô tả khoa học đầu tiên năm 1822.